# كين أداتشي
كين أداتشي هو مؤرخ كندي، ولد في 1928، وتوفي في 9 فبراير 1989.